# جيرهارد تسيرني
جيرهارد تسيرني Gerhard Cerny (ولد في 23 أغسطس 1944 في بوخارست في رومانيا) هو أديب يكتب باللغة الألمانية. ويعيش بين سيبيو في رومانيا وفيينا وبرلين.
هاجرت عائلته تسيسبر في القرن التاسع عشر من سلوفاكيا الحالية إلى رومانيا. ويعتبر تسيرني الذي يكتب القصة القصيرة والرواية من الأدباء الشهيرين القلائل ذوي الأصول الأوروبية الشرقية. وتدور بعض موضوعات أعماله النثرية حول مشاكل الزمن والمرض.
وتدور إحدى قصصه القصيرة حول امرأة مصابة بالسرطان، تتآكل حياتها يوما بعد يوم جراء زحف السرطان في جسدها. وتتضمن الأشياء العادية في قصصه غالبا على معاني ميتافيزيقية. كما أن أسلوبه يتميز باللغة السهلة. كما نجد في بعض أعماله ملامح من الحياة القروية في زيبنبورجن قبل الزحف النازي عليها في عام 1943، وكذلك النزعة المعادية للسامية المتأصلة في الحياة اليومية في نصوصه.
من بين رواياته «الخادم والعشب» عام 1937 (من دار نشر الأدب الأجنبي في بوخارست) والتي تدور حول تجربة تشرد وضياع هارالد لاوديس في شبابه. فلادويس يرفض الخدمة في الجيش الروماني ويعيش بضع سنوات بين الرعاة في الغابات في جبال فوجاراش وهو جزء من سلسلة كاربات الجبلية. وتتيح الرواية فرصة الإطلالة على عقلية الفلاحين الرومانيين، وكذلك على تعالي وغطرسة عقلية الأقليات الألمانية، وكذلك الجو المرافق لفقدانهم أملاكهم في العهد الشيوعي في رومانيا بقيادة الدكتاتور نيكولاي سيوشيسكو. وتمتد الرواية زمنيا عبر عصر الملكية والسيطرة النازية وبدايات التحول الاشتراكي في رومانيا.
من أعماله: «الخادم والعشب» 1973 – مجموعات مقالات صحفية.